# Лизоперци
Лизоперци су насељено мјесто у општини Прозор-Рама, Босна и Херцеговина.

## Становништво
|         | 2013.       | 1991.         | 1981.         | 1971.         |
| Укупно  | 97 (100,0%) | 175 (100,0%)  | 225 (100,0%)  | 200 (100,0%)  |
| Бошњаци | 97 (100,0%) | 174 (99,43%)1 | 225 (100,0%)1 | 196 (98,00%)1 |
| Остали  | –           | 1 (0,571%)    | –             | –             |
| Хрвати  | –           | –             | –             | 4 (2,000%)    |

1. 1 На пописима од 1971. до 1991. Бошњаци су пописивани углавном као Муслимани.